# This Nation's Saving Grace
This Nation's Saving Grace  è l'ottavo album in studio del gruppo musicale post-punk inglese The Fall, pubblicato nel 1985.

## Tracce
Side 1
1. Mansion – 1:21
2. Bombast – 3:08
3. Barmy – 5:21
4. What You Need – 4:50
5. Spoilt Victorian Child – 4:13
6. L.A. – 4:10

Side 2
1. Gut of the Quantifier – 5:16
2. My New House – 5:16
3. Paint Work – 6:38
4. I Am Damo Suzuki – 5:41
5. To Nk Roachment: Yarbles – 1:23

## Formazione
- Mark E. Smith - voce, violino, chitarra, armonica
- Craig Scanlon - chitarra, cori
- Brix Smith - chitarra, voce
- Steve Hanley - basso, cori
- Simon Rogers - tastiere, chitarra, basso, drum machine, cori
- Karl Burns - batteria, cori